# Карл Йозеф Август фон Лимбург-Щирум
Карл Йозеф Август Йохан Франц Ксавер Венцел фон Лимбург-Щирум (на немски: Karl Joseph August von Limburg-Styrum; Karl Joseph August Johann Franz Xaver Wenzel von Limburg Stirum und Globen) е граф на Лимбург и чрез наследство господар на Оберщайн и Щирум и Глобен (1749 – 1760).

## Биография
Роден е на 14 януари 1727 година в дворец Щирум при Мюлхайм ан дер Рур. Той е син на граф Кристиан Ото фон Лимбург-Щирум (1664 – 1709) и втората му съпруга графиня Лудовика Кагер фон Глобен († 1732), дъщеря на граф Карл фон Глобен и Мария Йозефа фон Щехов.
Карл Йозеф Август е католик. Той основава на 13 януари 1755 г. организация, за да се основе къща, в която има училище и жилища за останалите още католическите свещеници от територията на Мюлхайм ан дер Рур.
Карл Йозеф Август фон Лимбург-Щирум умира на 33 години на 15 февруари 1760 г. Наследен е от по-малкия му полубрат Филип Фердинанд фон Лимбург-Щирум (1734 – 1794).

## Фамилия
Карл Йозеф Август фон Лимбург-Щирум се жени 1751 г. за Мария Елизабет Валбурга Анна Франциска Лудовика де Кларис-Валинкурт (* 27 ноември 1736, Брюксел; † 16 февруари 1780), дъщеря на маркиз Луис Фердинанд де Кларис-Валинкурт де Клермон (1696 – 1773) и графиня Мариана Аделхайд фон Хоенлое-Бартенщайн (1701 – 1758). Те имат една дъщеря:
- Мария Анна Бернхардина Лудовика фон Лимбург-Щирум (* 15 ноември 1758, Аргенто; † 13 ноември 1808, Лиеж), омъжена на 26 април 1779 г. за граф Йозеф Луис Мерци д'Аргенто де Донгелбергхе (* 29 октомври 1740; † 12 юни 1795)